# Kapsys
Kapsys est une PME française basée à Mougins qui développe et commercialise des smartphones spécifiquement adaptés aux personnes malvoyantes. La société, fondée en 2007, proposait initialement des terminaux GPS mobiles puis s'est reconvertie en 2013 dans les smartphones, tout en restant sur la niche des personnes malvoyantes et des personnes âgées.
La production était d'abord sous-traitée à l'étranger, notamment à Shenzhen, en Chine. En octobre 2016, la société annonce son intention de relocaliser sa production en France, à Mouguerre près de Bayonne, chez le sous-traitant BMS Circuits qui est alors le seul industriel en France à fabriquer des téléphones mobiles,,. 
En mai 2017, Kapsys rapatrie en France sa production de smartphones pour déficients visuels. Selon Aram Hekimian, PDG et fondateur de l'entreprise, le coût de production, plus élevé de 5% en France, est compensé par l'amélioration de la qualité. En outre, la sécurité informatique est mieux garantie par le partenaire français : jusque-là, l'installation du logiciel SmartVision 2 était faite séparément par crainte d'un piratage en Chine. En février 2018, le président de Kapsys juge cette décision positive : selon lui, les coûts salariaux sont plus élevés en France, bien que la plupart des composants restent fabriqués en Asie, mais l'entreprise gagne en efficacité pour la conception, la mise au point et le service après-vente ; un produit peut être réparé en une semaine, contre trois semaines quand ce service se situait en Asie. L'usine de Mouguerre a fabriqué 3 000 appareils en 2017.  

## lien externe
- Site officiel